# Comuna Danîlivka, Bilovodsk
Danîlivka (în ucraineană Данилівка) este o comună în raionul Bilovodsk, regiunea Luhansk, Ucraina, formată din satele Danîlivka (reședința), Horodnie, Novoderkul, Pervomaisk, Treteakivka și Vitrohon.

## Demografie
Componența lingvistică a comunei Danîlivka
     Ucraineană (70,85%)
     Rusă (28,92%)
     Alte limbi (0,13%)
Conform recensământului din 2001, majoritatea populației comunei Danîlivka era vorbitoare de ucraineană (70,85%), existând în minoritate și vorbitori de rusă (28,92%).